# 聖卡洛斯角
聖卡洛斯角（英語：San Carlos Point），是南極洲的海岬，位於葛拉漢地的詹姆斯羅斯島，處於布蘭迪灣西南入口處，該海岬現時由南極條約體系管理。